# Alzada
Alzada, também conhecida como  Stoneville é uma comunidade não incorporada e região censitária no condado de Carter no sudeste do estado do Montana, nos Estados Unidos. Segundo o censo realizado em 2010, Alzada tinha 29 habitantes. Todos os habitantes são de raça branca.
.

## Geografia
A comunidade fica situada na interseção da  U.S. Route 212 com a  323 e a 326, próximas das fronteiras com os estados de Wyoming e Dacota do Sul. O  Little Missouri River banha a comunidade. Segundo o United States Census Bureau, a região censitária de Alzada tinha uma superfície de 1,33 km2 (todos de terra firme).